# Pokret fokolara
Pokret fokolara ili Djelo Marijino je vjerski pokret koji je 1943. osnovala Chiara Lubich u Trentu na sjeveru Italije. Iako je to prvenstveno katolički pokret, stvorio je jake veze s glavnim kršćanskim religijama, drugim vjerama, pa i ljudima bez vjerskih uporišta. Također se naziva "Djelo Marijino". Danas pokret djeluje u 182 zemlje i pokriva više od pet milijuna ljudi. Fokolar znači ognjište. 

## Povijest pokreta
Godine 1943., Chiara Lubich, 23 godine, radila je kao učiteljica u osnovnoj školi u Trentu, u sjevernoj Italiji. Bila je upisana i na Filozofskom fakultetu Sveučilišta u Veneciji. 
Usred razaranja i nasilja Drugog svjetskog rata, zajedno s malenom grupom prijateljica, shvatila je da je Bog jedini ideal za koji vrijedi živjeti. Bog, kojeg je vidjela kao Ljubav, preobrazio je njen i život mnogih drugih. Pokazao im je smisao njihovog života: da rade zajedno na ispunjenju Isusove molitve za jedinstvo: "Oče, da svi budu jedno." Vremenom je postalo jasno da se Božji originalni plan može izraziti riječima: ujediniti cijelu ljudsku obitelj. U nešto više od 50 godina, iz iskustva svakodnevno življenog Evanđelja, duhovnost jedinstva došla je na svijet i pokrenula struju duhovne i društvene obnove u svjetskim okvirima: Pokret fokolara.

## Struktura Pokreta
Iako svi žive istu duhovnost, zbog raznovrsnosti osoba koje ga sačinjavaju - mladi, odrasli, djeca, obitelji i svećenici, redovnici i redovnice raznih kongregacija, te biskupi - Pokret fokolara je podijeljen u 27 ogranaka, medu kojima je i nekoliko pokreta koji obuhvaćaju široki raspon djelovanja:
- razna društvena područja, s pokretom Novo čovječanstvo koji se konkretno zalaže unijeti duh ljubavi u sve pore društva

- svijet obitelji, s pokretom Nove obitelji koji svojim životom i akcijama nastoji odgovoriti na udarce i traume što pogađaju ovu temeljnu stanicu društva

- mladi i djeca s pokretima Mladi za ujedinjeni svijet i Djeca za jedinstvo koji mladima predlažu radikalni Evandeoski život kao odgovor na njihove duboke težnje

- svijet Crkve sa Svećeničkim pokretom, Župskim pokretom i Redovničkim pokretom, koji preko svog poziva daju doprinos jedinstvu za koje je Isus molio prije smrti: "Da svi budu jedno"

- politika s Pokretom za jedinstvo

U srcu Pokreta su fokolari (muški ili ženski), malene zajednice novoga stila, sačinjene od laika posve darovanih Bogu. Pripadaju im i oženjeni, predani Bogu u skladu sa svojim staležom.

## Izdavaštvo
Pozornost i zalaganje Pokreta na ovom području svjedoče brojna izdanja knjiga i časopisa.
Već 43 godine na talijanskom jeziku izlazi revija Citta nuova. Tijekom godina umnožila su se izdanja po cijelom svijetu i danas ih ima 37 na raznim jezicima. Među njima je i hrvatsko izdanje Novi svijet. Citta nuova i sve njezine filijale zalažu se u širenju vrijednosti koje predlaže Pokret i donose mogućnosti primjene tih vrijednosti: težnja za sveopćim bratstvom, pozornost prema svemu što čovječanstvo vodi k ujedinjenom svijetu, širenje duhovnosti jedinstva i njezinih kulturoloških prijedloga.
Izdavačkih kuća ima 26 u isto toliko zemalja, a ukupno objavljuju preko 300 naslova godišnje. Prva knjiga tiskana je godine 1959. Bili su to "Meditazioni" Chiare Lubich. Godine 1968. svjetlo dana ugledalo je i hrvatsko izdanje meditacija pod naslovom "Živjeti život", a nedavno je izišlo i novo izdanje obogaćeno fotografijama pod naslovom "Vez svjetla". Na hrvatskom jeziku do sada su objavljene pretežno knjige duhovnog sadržaja i životna iskustva. Poseban odjek imala je knjiga "Avantura jedinstva" koja preko interviewa s Chiarom Lubich iscrpno govori o Pokretu fokolara.
Do danas je izdavačka kuća "Novi svijet" u Križevcima objavila 37 knjiga na hrvatskom jeziku. U Križevcima danas Pokret fokolara objavljuje svoj mjesečnik Novi svijet.

## Duhovnost jedinstva
Duhovnost jedinstva temelji se na Isusovoj oporuci "Da svi budu jedno" (Iv 17, 21)
Temelj života za pripadnike Pokreta fokolara je ustrajna međusobna ljubav, koja omogućuje jedinstvo i Isusovo prisustvo u zajednici. Njena duhovnost duboko je ukorijenjena u evanđelju i zasniva se na 12 ključnih točaka: 
1. Bog je Ljubav - Njemu dati prvo mjesto
2. Prihvatiti Božju volju
3. Ljubiti svoje bližnje 
4. Ljubiti se međusobno kao što svakog od nas Isus ljubi 
5. Postati jedno poput Presvetog Trojstva
6. Živjeti trajnu Kristovu prisutnost u zajednici  
7. Ići prema jedinstvu putem Isusovog vapaja napuštenosti od Oca na križu 
8. Pisati evanđelje vlastitim životom  
9. Postati jedno s Kristovim tijelom u euharistiji
10. Ići putem Marije, prve kršćanke
11. Posvuda biti živuća Crkva
12. Živjeti u božanskom ozračju Duha Svetoga i neprestano osluškivati Njegov glas

## Vanjske poveznice
- http://www.fokolar.hr  Arhivirana inačica izvorne stranice od 23. veljače 2012. (Wayback Machine)
- http://www.novisvijet.net  Arhivirana inačica izvorne stranice od 11. travnja 2012. (Wayback Machine)
- [neaktivna poveznica], Radio Vatikan na hrvatskom jeziku, 26. rujna 2014.